# Паша (притока Свира)
Паша (рус. Паша; веп. Paksjogi) река је на северозападу европског дела Руске Федерације. Протиче преко територија Тихвинског и Волховског рејона на истоку Лењинградске области. Лева је притока реке Свир у коју се улива неких 5 km узводно од њеног ушћа (код села Свирица) у језеро Ладога, те део басена језера Ладога и реке Неве (све у басену Балтичког мора).
Река Паша свој ток започиње као отока језера Пашозеро на западним обронцима Вепског побрђа (део Валдајског побрђа). Укупна дужина водотока је 242 km, док је површина сливног подручја 6.650 km². Просечан проток воде у зони ушћа на годишњем нивоу је 70 m³/s, док максималан проток достиже и до 1.200 m³/s. Карактерише је углавном нивални режим храњења (топљењем снега), а под ледом је од новембра до друге половине априла. Ширина реке у горњем делу тока је до 10 метара, док у доњем делу тока код села Паша достиже ширину и до 255 метара. Њена најважнија притока је река Капша која се улива са десне стране (дужина водотока је 115 km).
Корито реке Паше је углавном пешчане, ретко каменито, док су на подручјима где су брзаци чешће наслаге шљунка и крешњачке плоче. Обале су готово целом дужином токадоста високе и обрасле густим четинарским и мешовитим шумама.